# Phaeochrous intermedius
Phaeochrous intermedius là một loài bọ cánh cứng trong họ Hybosoridae. Loài này được Pic miêu tả khoa học năm 1928.